# Samir Nakash
Samir Nakash (en hebreo סמיר נקאש; en árabe سمير النقاش) fue un novelista iraquí, cuentista y dramaturgo de origen judío nacido en Bagdad en el año 1938 y fallecido en Petah Tikva el 6 de julio de 2004. Estudió literatura árabe en la Universidad Hebrea de Jerusalén y fue uno de los últimos y probablemente, el escritor judío más importante en continuar escribiendo en idioma árabe durante toda su carrera. Era muy conocido en el mundo árabe y entre la comunidad de origen iraquí en Israel, si bien sólo una de sus obras fue traducida al idioma hebreo. El ganador del Premio Nobel de Literatura, el novelista egipcio Naguib Mahfouz tenía un gran respeto por sus trabajos. Samir Nakash ganó el Premio del Primer Ministro Israelí para la literatura árabe.
Samir Nakash a menudo se llamaba a sí mismo "un árabe que cree en el judaísmo". En el documental "Olvídense de Bagdad" (2002), dijo que él no quería irse a Israel, pero él fue tomado con sus manos esposadas por la Sojnut. Nunca se sintió a Israel como su país, y siguió publicando y escribiendo en idioma árabe. Recibió muchas críticas porque nunca quiso cambiar el primer nombre, el cual sonaba "muy árabe", pero sin embargo, nunca aceptó hebraizarlo. En este documental, Shimon Ballas, Sami Michael y Ella Shohat también hablan de sus raíces y su herencia árabe. Después de su fallecimiento, los judíos iraquíes de Israel declararon su deseo de ser enterrado en Irak, lo que hace entender que el dedicó una mayor dedicación a Irak que cualquier extranjero.